# Clara Weaver Parrish
Clara Weaver Parrish (* 16. März 1861 als Clara Minter Weaver in Selma (Alabama); † 11. März 1925 in New York City) war eine US-amerikanische Malerin, Designerin, Glasmalerin, Wandmalerin und Druckgrafikerin, die hauptsächlich durch ihre Malerei und Glaskunst Berühmtheit erlangte.

## Kindheit

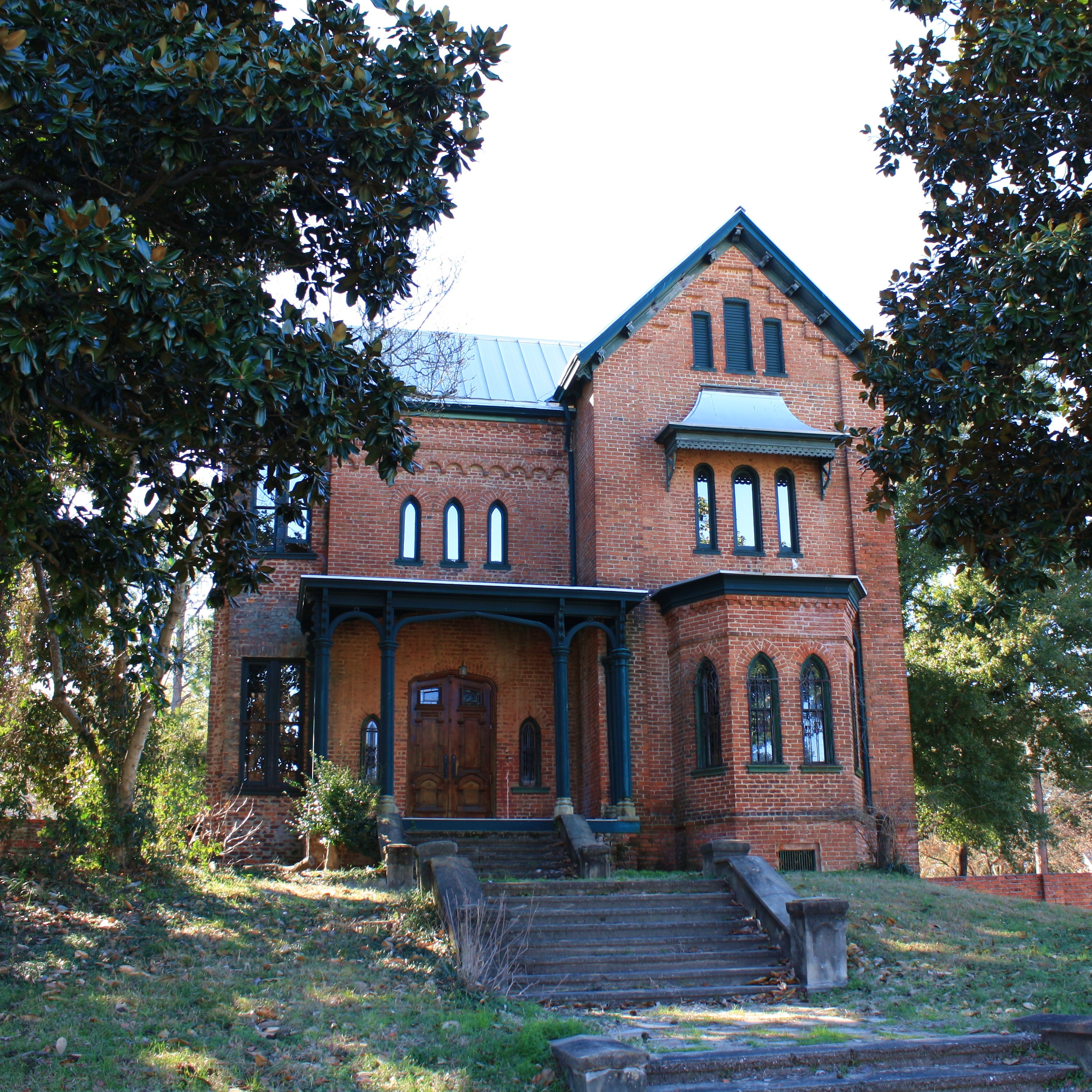
Clara Weavers Elternhaus in Selma

Clara Minter Weaver wurde auf der im Südosten von Selma gelegenen elterlichen Plantage Emerald Place im Dallas County als eines von sechs Geschwistern geboren. Ihre Eltern William Minter Weaver und Lucia Frances Minter stammten beide aus alteingesessenen, gut situierten Familien. Ihre Großeltern väterlicherseits waren Philip J. Weaver, ein Gründungsmitglied von Selma, und Ann P. Gardner, auf der mütterlichen Seite William T. Minter und Susan A. Bell. Nach dem Sezessionskrieg zog die Familie in ein großes Haus in der Innenstadt von Selma, das von Philip Weaver gebaut worden war. Die Kinder wurden in einem kleinen Schulhaus hinter dem Haupthaus unterrichtet. Die Mädchen erhielten ihre Ausbildung an der Dallas Female Academy, einer Privatschule für Töchter der reichen und etablierten Familien, die von einer Gruppe von Frauen aus mächtigen Familien aus Selma gegründet worden war. William und Lucia Weaver förderten die künstlerischen Interessen und Talente ihrer Kinder.

## Werdegang und künstlerische Tätigkeit
Mitte der 1880er Jahre zog Clara nach New York, um an der Art Students League of New York Malerei zu studieren. Unter anderem wurde sie von William Merritt Chase, Kenyon Cox, Henry Siddons Mowbray und Julian Alden Weir unterrichtet. Während dieser Zeit unternahm sie auch die erste von vielen Europareisen, wie viele wohlhabende junge Frauen ihrer Zeit. Sie verbrachte mehrere Monate in Frankreich und studierte Malerei mit Raffaelle Collins, einem Studenten des Malers Pierre Puvis de Chavannes. Unter seiner Leitung entwickelte sie ihren eigenen vom Art Nouveau bestimmten Stil. Ihre Besuche in gotischen Kathedralen weckten erstmals ihr Interesse an der Kunst der Buntglasverarbeitung. Sie kehrte oft zu Familienbesuchen in ihre Heimatstadt zurück und traf ihren späteren Ehemann William Peck Parrish, der aus dem nahegelegenen Greensboro stammte und in der City National Bank in Selma tätig war. Im Oktober 1889 heirateten sie in Selma. 1890 ließ sich das Paar in New York nieder, wo Clara ihre künstlerischen Aktivitäten fortsetzte und William als Börsenmakler an der New Yorker Börse arbeitete. Sie hatten eine Tochter, die im Alter von 16 Monaten starb.
Während der 1890er Jahre begann sie im Rahmen ihrer Tätigkeit für den Woman’s Art Club of New York, Künstlerinnen zu fördern und zu unterstützen und war mit eigenen Werken bei den Ausstellungen des Woman’s Art Club vertreten. Innerhalb kurzer Zeit erlangten ihre Arbeiten breite Bekanntheit und Anerkennung und wurden in den folgenden Jahren auf namhaften Ausstellungen gezeigt. Ihre Gemälde und Zeichnungen wurden unter anderem 1893 auf der World’s Columbian Exposition in Chicago ausgestellt und der Weltausstellung Paris 1900. Daneben illustrierte sie zwei Bücher: The Fir Tree 1891 von Barbara Waite und Mammy’s Reminiscences and Other Sketches 1898 von Martha Sawyer Gielow.

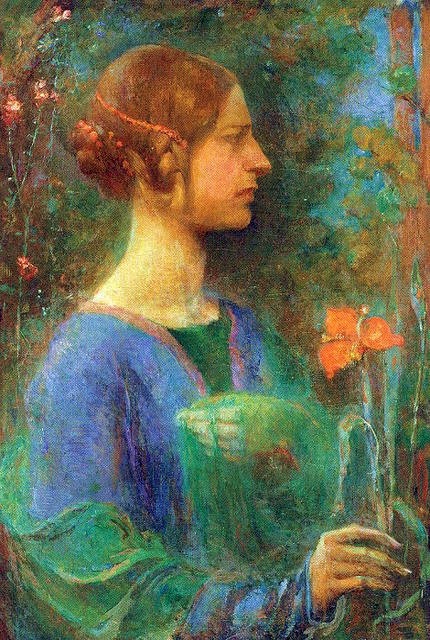
The Red Lily, ca. 1914
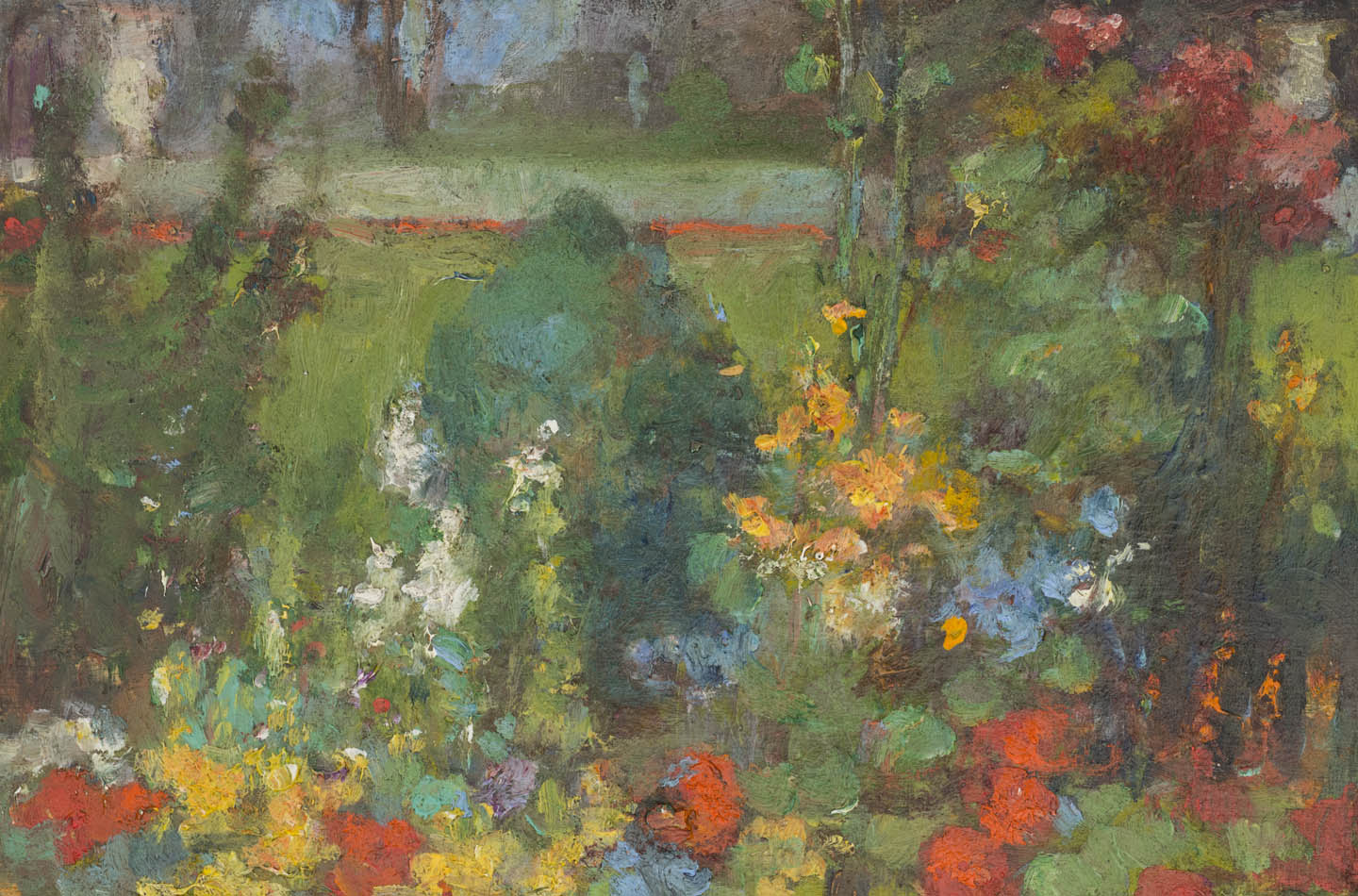
The Flower Garden
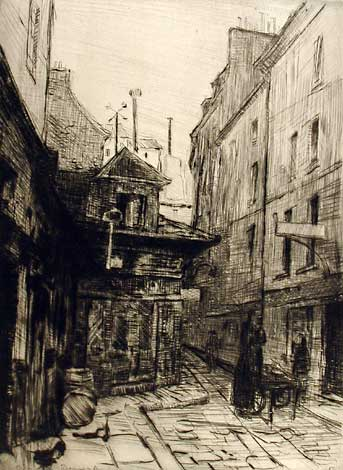
Rue du Sabot, zwischen 1910 und 1915
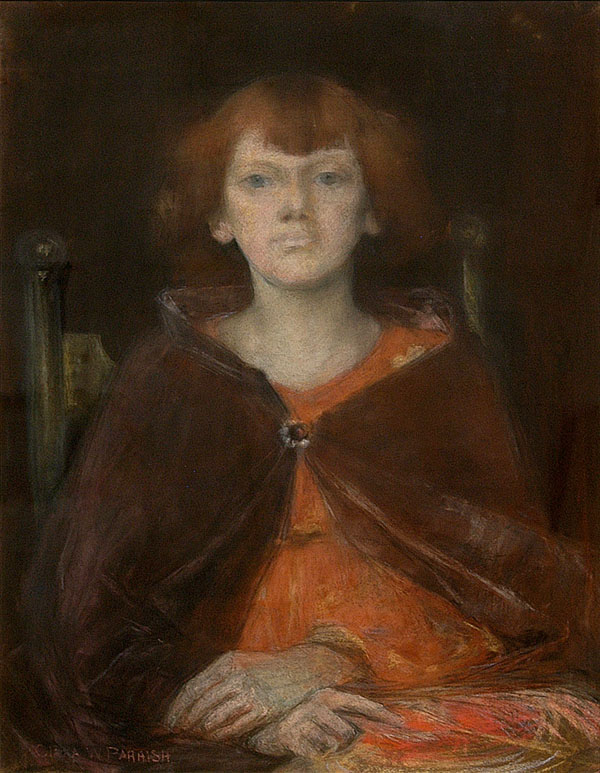
Jacqueline, zwischen 1900 und 1910
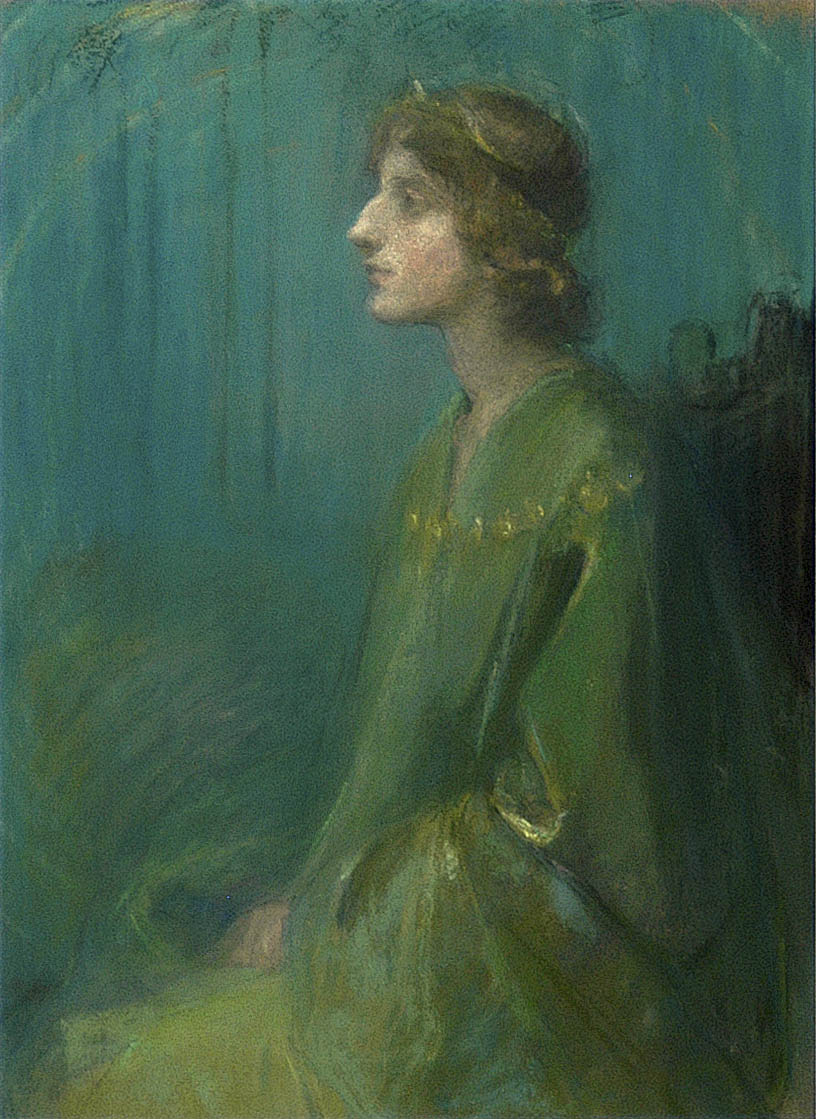
Isolde

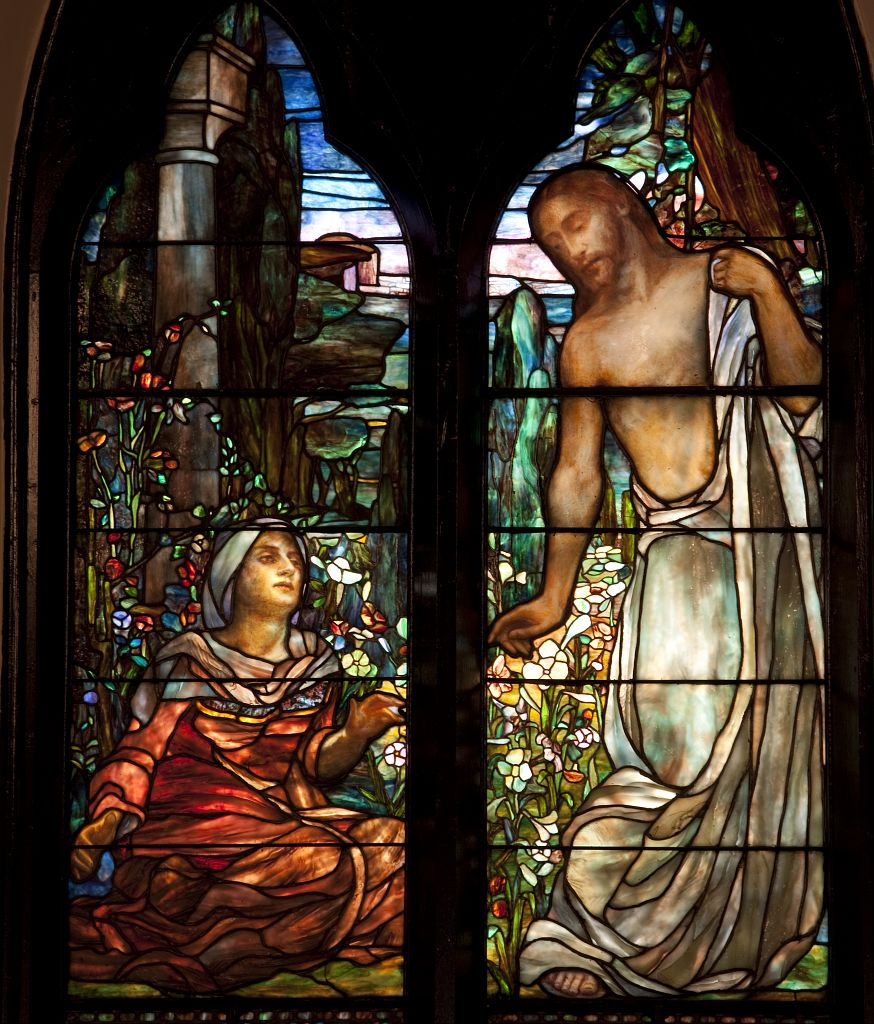
Von Parrish gestaltete Fenster in der St. Paul’s Episcopal Church in Selma, Alabama

Sie begann als Designerin für die Tiffany Glass & Decorating Company (später umbenannt in Tiffany Studios) von Louis Comfort Tiffany zu arbeiten. Sie arbeitete an vielen seiner Aufträge, einschließlich der Fenster für die New Yorker St. Michael’s Episcopal Church in Manhattan im Jahr 1895. Ihre Gemälde und Zeichnungen sind vom Jugendstil inspiriert. In ihrem klaren und symbolhaften Aufbau lassen sie Parrish Erfahrung mit Glasmalerei erkennen. Als Thema wählte sie oft Frauen, die persönliche Tragödie erlebt hatten. Parrishs Ehemann William Peck Parrish starb am 29. April 1901 an einem Herzinfarkt, während er auf dem Heimweg von Washington D.C. nach New York war.
Parrish pendelte in Folge oft zwischen New York und Frankreich. Sie reiste vielfach durch Frankreich und Italien und besuchte die großen Kathedralen des Landes um mittelalterliche Glasmalereien, Bleiglasfenster Mosaike und Wandmalereien zu studieren. Ihre Werke wurden auf Ausstellungen in Europa gezeigt, wie dem Salon de Paris 1910 und der Royal Academy of Arts 1910 in London. Von 1910 bis 1914 lebte Parrish in Paris und teilte ihre Zeit zwischen Reisen und ihrer Arbeit in ihren Studios in New York und Paris auf dem Boulevard du Montparnasse  Nr. 83 auf.  Sie nahm Privatunterricht und studierte an der Académie Colarossi. Sie schrieb, malte, entwarf Möbel und Zeichnungen für Glasfenster. Im Laufe der Zeit schuf sie auch Fenster in ihrer Heimat Alabama, wie etwa für die Holy Cross Episcopal Church in Uniontown, Christ Episcopal Church in Tuscaloosa, First Baptist Church in Selma und St. Paul’s Episcopal Church in Selma. Sie kehrte 1914 nach New York zurück.

## Nachlass
Nach ihrem Tod 1925 in New York wurde sie neben ihrem Ehemann und ihrer Tochter in der Familiengruft der Weavers auf dem Old Live Oak Cemetery in Selma beigesetzt. Testamentarisch hatte sie die Gründung des Weaver-Parrish Memorial Trust festgelegt, der den Bedürftigen von Selma und Dallas County bis heute Hilfe leistet. Ein College-Stipendium wird alle zwei Jahre zum Besuch der Selma High School vergeben. Gemälde und Möbel, die von Parrish entworfen wurden, sind in Selma zu sehen, und mehrere ihrer Gemälde hängen in der St. Paul’s Episcopal Church. Einige ihrer Gemälde, Briefe und Notizbücher sind im Alabama Department of Archives and History in Montgomery archiviert. Gemälde von ihr befinden sich im Besitz des Montgomery Museum of Fine Arts, des Greenville County Museum of Art in South Carolina, des Morris Museum of Art in Augusta, Georgia, der Sturdivant Hall in Selma, der Johnson Collection in Spartanburg, South Carolina und in Privatbesitz. 1983 wurde sie in die Alabama Women’s Hall of Fame aufgenommen.